# Anstalten Norrköping
Anstalten Norrköping, var ett svenskt fängelse i Norrköping. Inrättningen hade många olika namn och funktioner under de 223 år som verksamhet bedrevs. Norrköpingsanstalten är en anläggning som, då den togs ur bruk 2013, var Sveriges äldsta i bruk varande fängelseanläggning. Den uppfördes 1790 och var initialt ett Kronospinnhus, en arbetsanstalt för kvinnor. Kvinnorna som placerades på spinnhuset var framför allt lösdrivare, prostituerade, tiggare och småtjuvar som fick arbeta i textilindustrin, men med tiden ökade andelen straffångar. Anläggningen har utvecklats och växt kontinuerligt under 223 år som den varit i bruk och var då den stängde ett av landets äldre säkerhetsfängelse. Den sista perioden nyttjades den till hälften som lätt häkte för fångar utan restriktioner och till hälften som vänteavdelning för häktade.

## Historik

### Tidslinje
- 1790–1820 Kronospinnhuset för kvinnor i Norrköping
- 1821–1848 Allmänna arbets- och correctionsinrättningen för kvinnor i Norrköping
- 1849–1850 Allmänna straff- och arbetsinrättningen för kvinnor i Norrköping
- 1851–1884 Straff- och arbetsfängelset för kvinnor i Norrköping
- 1885 Centralfängelset för kvinnor i Norrköping
- 1886 Straffängelset för kvinnor i Norrköping
- 1887–1896 Centralfängelset för kvinnor i Norrköping
- 1897–1918 Tvångsarbetsanstalten för kvinnor i Norrköping
- 1818–1920 Centralfängelset i Norrköping för män
- 1927– Centralfängelset med vårdanstalten för förminskat tillräkneliga förbrytare
- Interneringsanstalten i Norrköping

### Norrköpings äldsta spinnhus
Det finns belägg för att det har funnits ett spinnhus i Norrköping redan under 1600-tal och att det var placerat på Saltängen. Detta har med stor sannolikhet koppling till stadens starka position som industri- och textilstad, men kan även ha en personhistorisk koppling. Sommaren 1627 bosatte sig Louis De Geer på Saltängen i Norrköping. Han kom från Holland och staden Amsterdam, vilket var den stad Spinnhusfenomenet anses ha uppstått under slutet av 1500-talet. Exakt var det första spinnhuset var placerat är inte helt säkert, men under 1720-talet namnges kvarteren på Saltängen och ett får namnet ”kvarteret Spinnhuset”. Kvartersnamnet är en tydlig indikator på att det äldsta spinnhuset låg i denna del av Saltängen. Kvarteret Spinnhuset ligger bredvid det kvarter där Louis de Geer tidigare hade haft sin bostad och kontor.

### Norrköping får ett Kronospinnhus
Under 1730-talet sker ett flertal politiska händelser med stor betydelse för spinnhusverksamhetens utveckling i Norrköping. Riksdagen beslutar 1735 om att söka en lösning på problemet med lösdrivare i städerna genom att kombinera omhändertagandet med ökad produktivitet inom textilindustrin. I ett privilegiebrev för manufakturer föreskrivs att spinnhus ska inrättas i varje län för att institutionalisera lösdrivarna och säkerställa billig arbetskraft för textilindustrin. Det blev framför allt Stockholm, Göteborg och Norrköping som uppförde och behöll en varaktig spinnhusverksamhet. Spinnhuset på Långholmen i Stockholm togs i bruk 1724. I Göteborg och Norrköping inrättades kronospinnhus som båda togs i bruk 1742. Till skillnad mot spinnhuset på Långholmen blev dessa två inrättningar kronospinnhus med ett större geografiska upptagningsområde. Norrköpings upptagningsområde var hela östra Götaland. Även det nya kronospinnhuset i Norrköping var placerat på Saltängen, men längre ut i hamnen vid änden av Saltängsgatan (dåvarande Norra Strömsgatan). Detta kronospinnhus var dessutom även rasphus. I anslutning till Spinnhuset fanns en platsbildning lilla eller gamla spinnhustorget. Namnet har varierat med tiden. Spinnhuset från 1742 var i bruk fram till 1790 då kronospinnhuset togs i bruk i kvarteret Drags.

### Dagens anläggning byggs i kvarteret Drags
1783 fattade Kung Gustav III beslut om att ett modernt spinnhus skulle uppföras i Norrköping. Den politiskt uttalade ambitionen om att spinnhusens arbetskraft skulle stötta den växande textilindustrin blev avgörande för lokaliseringen av den nya byggnaden. Den placerades i kvarteret Drags, uppströms från hamnen och i direkt anslutning till textilindustrierna.
Det var relativt ovanligt på den här tiden att det anlitades arkitekter för så pass ”simpla” byggnader som ett spinnhus. Att man valde att kosta på anläggningen en medveten gestaltning visar att det var en betydelsefull satsning från staten och säger en hel del om konungens intresse avseende trenderna ute i Europa där individen och människan hamnade allt mer i fokus.  Gustav III var exempelvis inspirerad av britten John Howards arbete för att förbättra fängelseväsendet. Gestaltningsuppdraget för det nya Kronospinnhuset föll på arkitekten C.F. Adelcrantz. Uppdraget var inte att gestalta ett fängelse eller tukthus utan anläggningen skulle vara strukturellt utformat som ett för tiden modernt hospital. Huvudbyggnadens planlösning, med fängelsekyrka och trapphus i mitten av byggnaden och sov- och arbetssalar åt sidorna, har tydliga likheter med hospitalsinrättningar så som Drottninghuset i Stockholm (1689) av Mathias Spihler, hospitalet vid Danviken (1725) av Göran Josua Adelcrantz och hospitalen i Falun, Örebro och Nyköping. Norrköpings Kronospinnhus är genom detta att betrakta som en viktig milstolpe i Svensk fångvårdshistoria och var således en mycket anmärkningsvärd och anläggning såväl byggtekniskt som ideologiskt. 1784 visade Adelcrantz anläggningens ritningar för Gustav III och de godkändes med endast ett förbehåll – Salarnas våningshöjd skulle ökas eftersom det ansågs vara ohälsosamt med ”låga rum”. Anläggningen växer tidigt under 1800-talet. Den västra flygeln innehåller bostäder för direktören.  Den östra flygeln innehåller kök och bageri samt magasinsutrymmen. Vid vattnet fanns en mindre kvarn där Spinnhusets malde det spannmål som de tilldelades för att bespisa fångarna. Marken runt Spinnhuset användes redan under 1700-talet för odling, vilket fortgick en bit in på 1900-talet.

### Kvinnorna i fängelset[1]
Norrköpings kronospinnhus uppfördes initialt för kvinnor som begått brott av mer ringa karaktär, lösdriveri, stöld etc. men något senare togs även grova straffångar in. Från år 1849 beslutade Fångvårdsstyrelsen att alla livstidsdömda kvinnor skulle placeras i Norrköping. Detta medförde att det från 1850- var det bara livstidsdömda fångar på anstalten. Följden blev att anläggningen underhölls, men inte mer än så. Det investerades inte i några nymodigheter och anläggningens sovsalar blev kvar. Detta trots att cellfängelser var det som förespråkades under stor del av 1800-talet. Cellstrukturen ansågs ge snabbare bot och bättring av internerna, men eftersom Norrköpingsanstalten hade enbart livstidsdömda fångar som aldrig skulle friges, ansågs moderniseringen som onödig. Under denna verksamhetsperiod är det tydligt att livstidsdömda fångar verkligen satt inne på livstid. Utifrån prästens dagböcker och årssammanställningar framgår att det var mellan 5 och 12 interner som avled varje år. Söndagsmässan hölls i huvudbyggnadens kyrka kl 11 och jordfästningarna hölls i princip alltid kl 12. Totalt lär det vara ca 400 personer begravda på fängelseområdet. 

### De livstidsdömda flyttar och anläggningen moderniseras
Först under 1890-talet när de livstidsdömda och alla kvinnliga fånga dömda till mer än fyra års straffarbete flyttades till anstalten i Göteborg byggdes Norrköpingsanläggningen om. Det satsas stort och en ombyggnation som åter gör anläggningen till en av de mest påkostade i landet genomförs. Här införs ett strikt Auburnsystem enligt amerikansk förlaga. Systemet anammades fullt ut med dag och nattceller, schemaläggning av sysslor på anläggningen, tystnad och disciplin. I samband med detta byggdes huvudbyggnaden om totalt. Det var i stort sett bara skalet kvar av huvudbyggnaden. Byggnaden fick ny planlösning och ett nytt värmesystem installerades vilket påverkade trapphus och bjälklagshöjder. Det finns noga instruktioner om hur den huggna kalkstenen i golv och trapphus skulle demonteras varsamt och återmonteras efter ombyggnaden.
I och med att en ny kyrka, Matteus kyrkan, hade uppförts i folkparken behövde inte allmänheten längre ha tillträde till fängelsekyrkan varvid kyrksalens entré flyttades från bottenvåningen till våningen 1 tr. Funktionsytor, arkiv och rum för direktören inrymdes i bottenvåningen under kyrkan. Lokaler för rätten, advokat, vittnen etc inryms i bottenvåningens östra del, tillsammans med bostad för tillsyningsmannen. Över dessa utrymmen uppfördes en ny hjärtmur med entresolplan i två våningar och en spiraltrapp. I huvudbyggnadens västra del uppfördes en ny hjärtmur redan på bottenvåningen med entresolplan i fyra våningar och spiraltrapp. På entresolplanen fanns de 3 kvadratmeter stora nattcellerna med gallerförsedda dörrar och väggar av sinuskorrugerad plåt. Det som tidigare varit direktörens bostad i den västra flygeln gjordes om till mer ombonade bostäder till vaktfruarna. I den östra flygen moderniserades fängelseköket. Åt söder slöts anläggningen med en ny verkstadslänga där dagcellerna/arbetssalarna inrymdes. Badinrättning och tvättstuga moderniserades. En tydlig förstärkning av rangordningen inom fängelseområdet och en tydlig flirt med de intilliggande textilindustriernas tydliga hierarki, var uppförandet av en fristående direktörsvilla och en portvaktsstuga. 1895 invigs den nya anläggningen.

### 1900-talets anläggning
När Norrköpings Rådhus uppfördes under tidigt 1900-tal skedde ett jordras när man grävde för grunden. Detta fick den katastrofala följden att stadens Kronohäkte som låg på samma tomt, höll på att följa med raset. Byggnaden fick sådana omfattande skador att delar av anläggningen revs. Följden blev att häktets interner flyttades till kronospinnhuset. Under en begränsad tid hade således anläggningen både manliga och kvinnliga interner. Norrköpingsanstaltens spinnhusverksamhet fortgick fram till 1918. 
Efter att kvinnorna flyttat ut blev anläggningen under några år ungdomsanstalt eller fängelseskola med manliga interner. När den nya lagen ”om förvaring av förminskat tillräkneliga förbrytare” antogs 1927, moderniseras Norrköpingsanstalten. Lokalerna anpassades för 1900-talets fängelseideal och togs i bruk 1928 som en modern anstalt för manliga interner med vårdande inriktning i stället för ”bestraffande”. I praktiken innebar detta att den östra flygeln byggdes om till sinnessjukhus för de förminskat tillräkneliga förbrytarna. Anläggningen i stort fick mer moderna faciliteter så som badrum och nya vattenklosetter. I övrigt behandlades de manliga fångarna på samma sätt som de livstidsdömda kvinnorna på 1800-talet. Arbetet var den viktigaste behandlingsformen. 1933 redovisar kungliga fångvårdsstyrelsen att Norrköping har ett centralfängelse med 112 celler för fångförvar varav 104 är enbart för nattligt förvar, dvs nattcellerna var fortfarande i bruk. Auburnsystemets minimala celler på 3 kvadratmeter användes för internernas nattliga vila.

### Anläggningen blir statligt byggnadsminne[4]
1935 kommer ett nytt skyddsinstrument i Sverige, utpekandet av Statliga byggnadsminnen. Det är resultatet av att Kungl. Maj:t redan 1920 efterfrågat en sammanställning över rikets mer framträdande monument med betydelse för riket. Efter 15 års utredning presenteras en lista över Statliga byggnadsminnen som föreslås vårdas och bevaras för kommande generationer. Det är närmare 300 byggnader och anläggningar som berördes runt om i hela Sverige. Redan då var innebörden att de utvalda byggnaderna skulle hanteras så att deras värden inte förvanskades. Kungliga byggnadsstyrelsen utsågs som ”tillsynsmyndighet”. Exempel på byggnader som fanns med på listan är Drottningholms slott, Vasaborgen i Örebro, Artillerigården i Stockholm och Norrköpings fängelse. Genom bolagisering övergick det statliga byggnadsminnet Norrköpings fängelse 1997 till att vara "vanligt" byggnadsminne, skyddat enligt kulturmiljölagen. 

### Anstalten moderniseras
Den förste juli 1946 trädde en ny verkställighetslag i kraft. En viktig del i reformen var att cellstraffet avskaffades. Det är sannolikt i samband med detta som Aburncellerna rivs i huvudbyggnaden. Istället inreds en modern arbetssal och nya celler i flyglarna. Under senare delen av 1900-talet sker ett antal spektakulära rymningar och fritagningsförsök på fängelset och säkerheten höjs. 1965 förbättras anläggningens staket och nätstaket på 4 m med 4 ggr taggtråd sätts upp. Fönstrens galler förstärktes och rutorna försågs med splitterfritt glas (glasbetong). Det är även då som bättre arbetsmiljö eftersträvas och ljudisolerade dörrar installeras till isoleringscellerna m.m. På gården kommer även en ny rastgård med vaktkur. På 1970 och 80-talen uppförs nya personalbyggnader och ett övervakningstorn. Murarna förbättras. Under senare delen av 1900-talet blev Norrköpings fängelse ett av Sveriges säkerhetsfängelser med isoleravdelning. 

### 2000-talets anläggning
Anstalten hade under 2000-talet 31 häktesplatser på den östra delen. Västra delen var sedan 2003 en så kallad vänteanstalt där interner placerades medan de väntade på att få en riktig plats. Kriminalvården beslutade att även den västra delen skulle bli häkte. Skälet var det höga trycket på landets dåvarande häkten. 51 nya häktesplatser blev det i och med omvandlingen med totalt 82 platser. Den sista verksamhetstiden fungerade anstalten till 50 procent som lätt häkte (för fångar utan restriktioner) och 50 procent som vänteavdelning för häktade som fått sin dom och väntade på plats på annan anstalt. Verksamheten var uppdelad i en västlig och en östlig avdelning för att skilja häktade från dömda, då dessa hade olika restriktioner till exempel vad gäller telefonsamtal till mer än fem personer.

## Efter anstalten
Riksbyggen köpte anstalten efter att den stängdes 2013, med föresatsen att bygga omkring 200 bostäder, vilket gör några av byggnaderna rivningshotade. Vid den arkeologiska undersökningen upptäcktes bland annat en begravningsplats från tiden som kronospinnhus. Kvarlämningarna gjorde att detaljplanen inte gällde, exploateringen pausade och en juridisk process inleddes. Under hösten 2015 upplät Riksbyggen tillfälligt delar av området till kulturprojektet Öppen port, med bland annat konstutställningar i cellerna och konserter i fängelsekyrkan. Det spekulerades också om att fängelset åter skulle ställas till kriminalvårdens förfogande i samband med platsbrist, men det var aldrig aktuellt. Bland annat eftersom det inte använts för det ändamålet under alltför lång tid. År 2020 kom Riksbyggen och Länsstyrelsen överens ett omtag, och en omarbetad detaljplan. Den görs med förutsättningen att flyglarna bevaras och att det inte byggs på begravningsplatsen. Vid vattnet finns ett grönområde inlagt i översiktsplanen. Beslut för den nya detaljplanen är planerad till 2024.

## Anstaltsdirektörer
Följande ofullständiga lista bygger på en sammanställning upprättad av Sveriges Fängelsemuseum i Gävle.

### Kronohäktet i Norrköping (1790–i bruk)
- Gustaf Theodor Nordin (1829–)               1869–
- C. G. L Reutersvärd                                 1905–
- Patrik Robert Harling                               –1908–
- J. C Lindahl (tf)                                       1909–1911?

### Tvångsarbetsanstalten i Norrköping
- Claes Jansson Pihl (1816–)                     1867–
- Richard Wilhelm Forssbaeck (1834–)      1880–90-talet?
- Albert Henrik Montgomery                     –1907–1913 (därefter tjänstled. i 5 år sjukd)
- G Th Nordin                                            –1892–1896–
- J. C Lindahl (tf)                                       1909–1911    bev. Bef som även skulle vara dir vid kronohäktet
- David Alexus Widman (1864–)                1913–1930 (tv förordnad kamrer fr Svartsjö) RWO
- Vakant                                                    1929–1932–
- Carl-Olof Lilliesköld (tf)                           1929–1933
- Carl-Olof Lilliesköld (1886–)                    1933-1950- tf i Svartsjö 1937-1945-??
- Anders Fredrik Larsson (1896–)(tf)         1937–1950–
- Fritz Serenander                                     –1953–

### Centralfängelset i Norrköping
- Carl-Olof Lilliesköld (1886-)                     1933–1940–

### Fångvårds/Kriminalvårdsanstalten i Norrköping
- Ivar A Ekelund                  1954–1955–
- Per Erik Lenhov                 1959–1960– anstaltsdirektör
- Karl-Adolf Jonsson              1965–1974 (möjligen 1967–1972) anstaltsdirektör
- Torsten Rundblom                1974–      anstaltsdirektör
- Gunilla Arnerdal (1938-1996)   –1990–      anstaltsdirektör
- Kennet Gustafsson (tf)         –2010–      anstaltsdirektör

## Galleri

Norrköpingsanstalten 2008
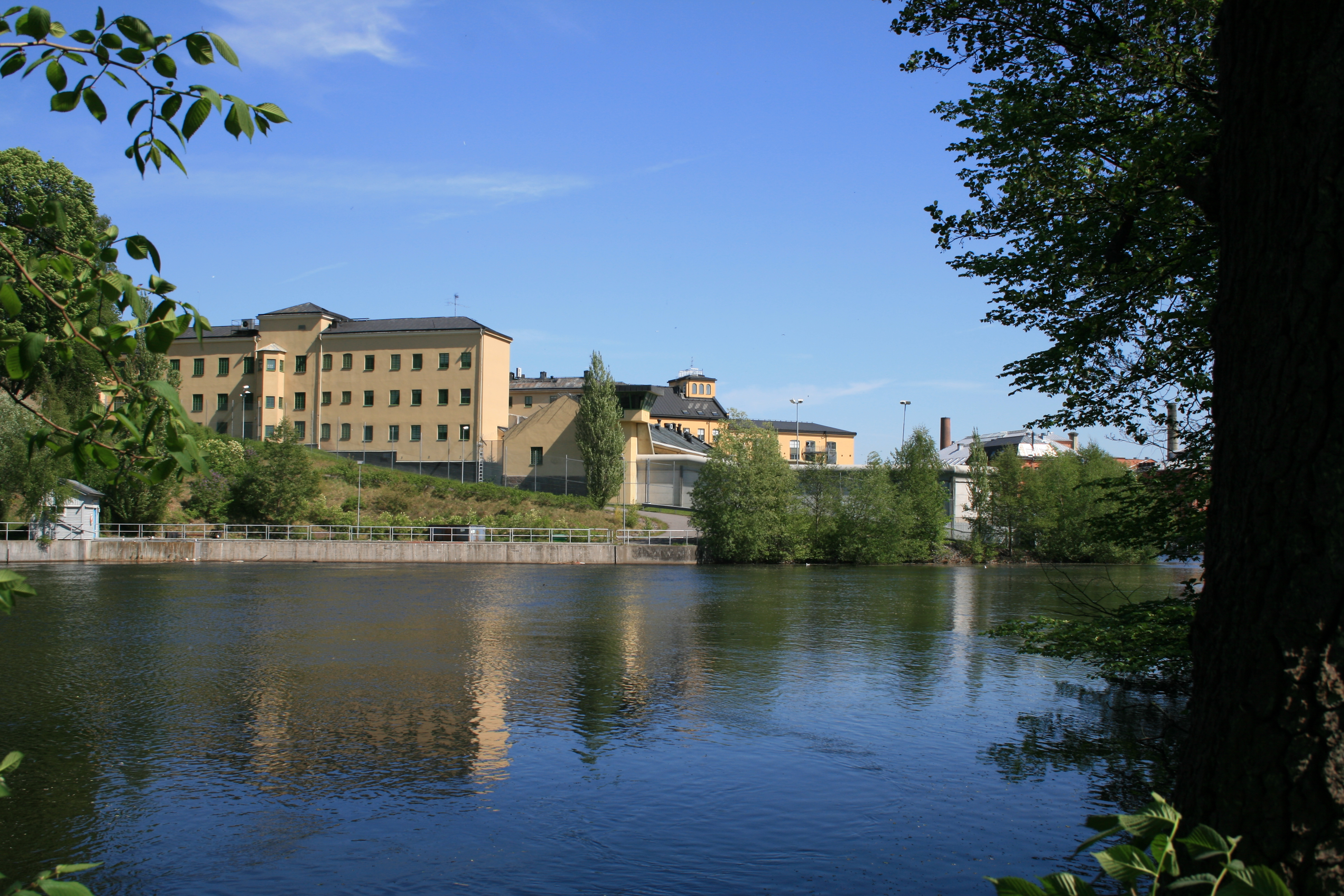
Anstalten Norrköping i maj 2008
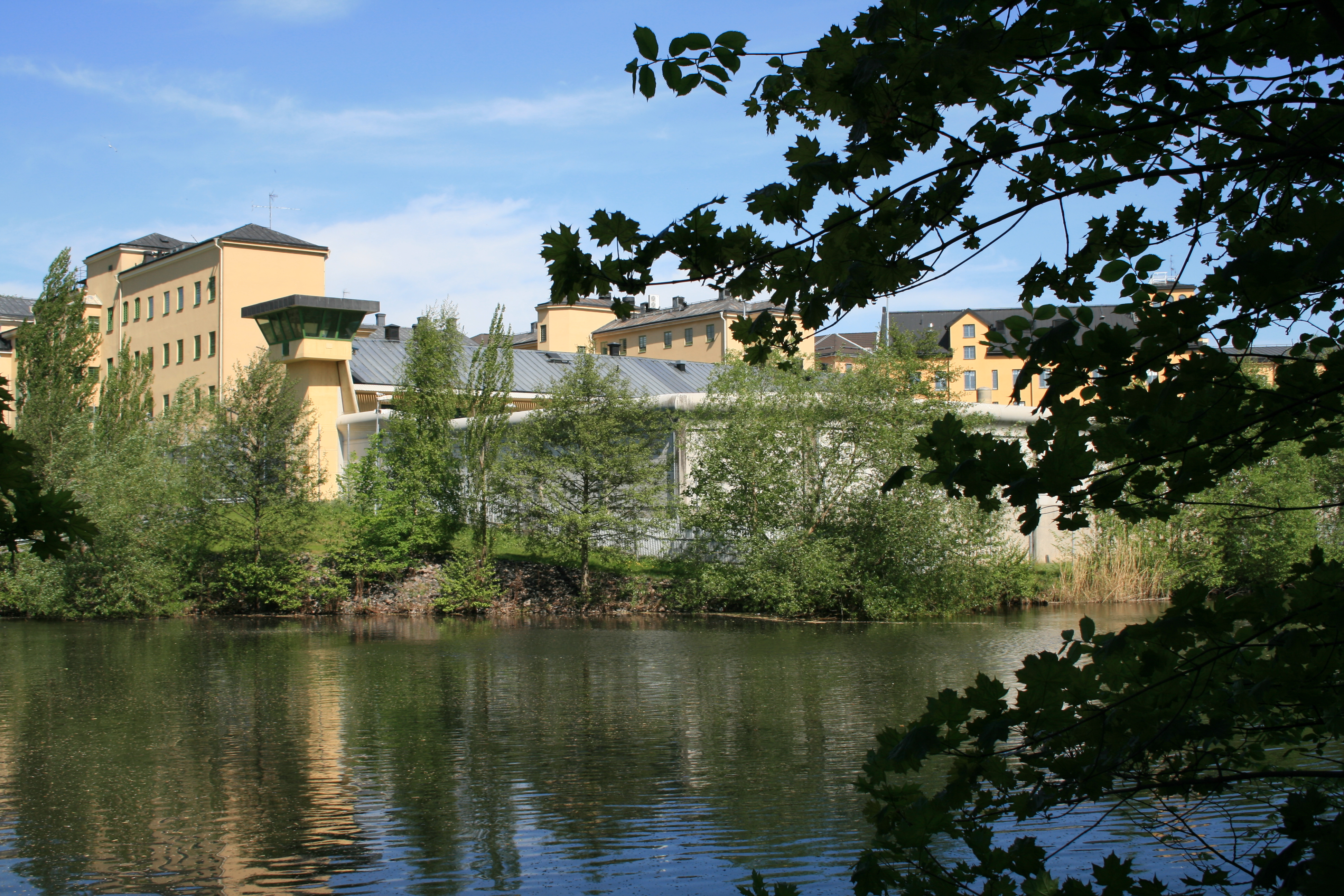
Anstalten Norrköping i maj 2008
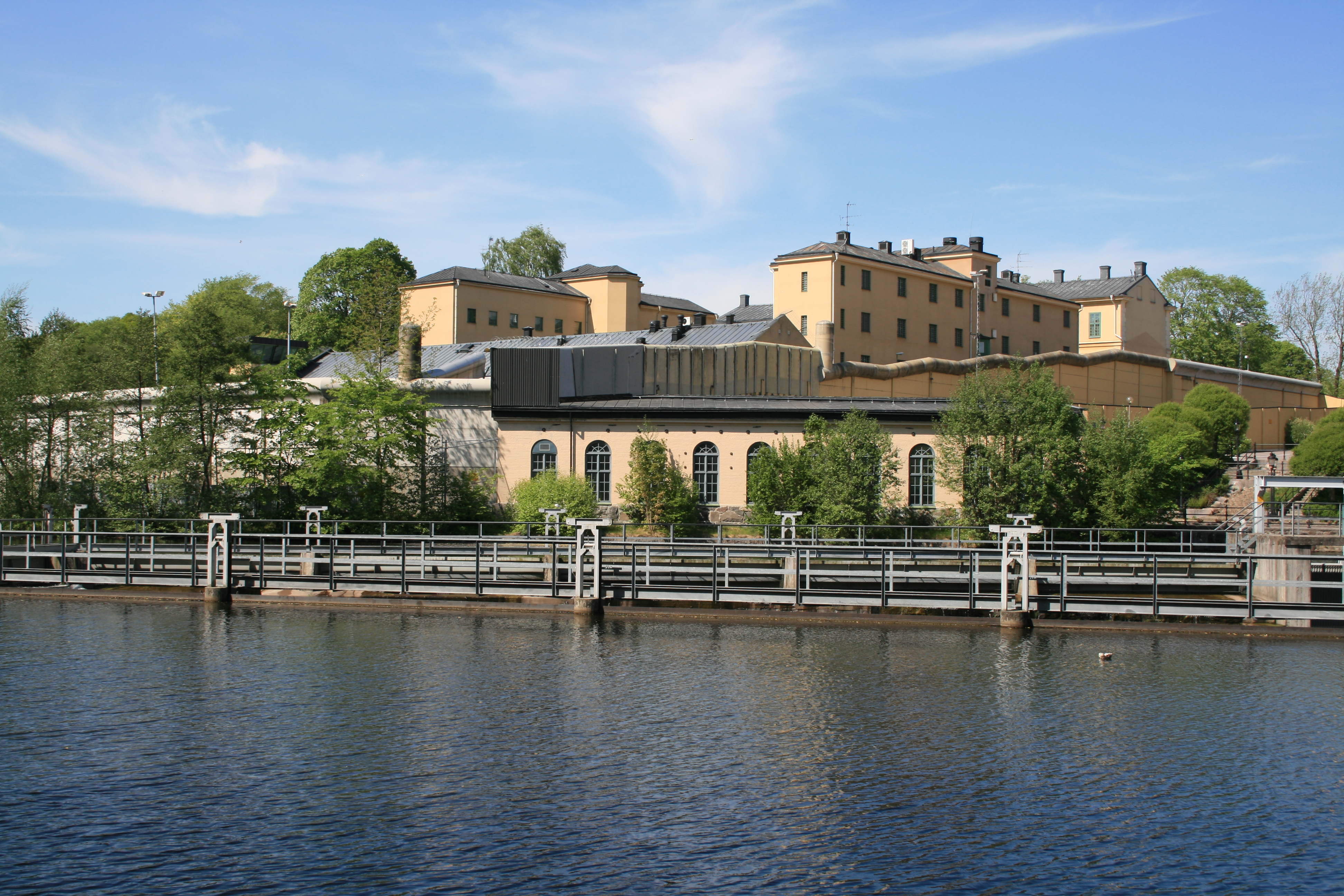
Anstalten Norrköping i maj 2008

### Webbkällor
- Om förbrytarna som rymde sin kos Norrköpings Tidningars artikelserie Stolta stad 1 december 2007 (PDF)